# Hendersonville (Tennessee)
Hendersonville é uma cidade localizada no estado norte-americano de Tennessee, no Condado de Sumner.

## Demografia
Segundo o censo norte-americano de 2020, a sua população era de 61 753 habitantes.

## Geografia
De acordo com o United States Census Bureau tem uma área de
85,2 km², dos quais 70,8 km² cobertos por terra e 14,4 km² cobertos por água. Hendersonville localiza-se a aproximadamente 153 m acima do nível do mar.

## Localidades na vizinhança
O diagrama seguinte representa as localidades num raio de 16 km ao redor de Hendersonville.